# 月明院
月明院（げつみょういん、? - 慶長13年8月7日（1608年9月15日））は、安土桃山時代から江戸時代前期にかけての女性。織田信長の娘。公家・徳大寺実久の正室。名は不詳。

## 生涯
父は織田信長。生母は不明。『織田家雑録』には法名や没年、子の名前しか記されていないため、不明な点が多い。夫の徳大寺実久は本能寺の変の翌年の天正11年（1583年）に生まれているため、月明院も信長の死の前後に生まれたと考えられる。実久との間の子の公信が『系図纂要』によると慶長11年（1606年）7月15日生まれであるため、その点からも輿入れは遅かったと見られている。
月明院は慶長13年（1608年）8月7日、実久に先立って死去した。法名は月明院殿秋岸浄仲大禅尼。墓所は京都府京都市北区の妙心寺韶陽院。